# Как я съел собаку
«Как я съел соба́ку» — пьеса и первый моноспектакль российского драматурга, режиссёра и актёра Евгения Гришковца.
Премьера моноспектакля состоялась в ноябре 1998 года в курилке у буфета в Центральном академическом театре Российской армии в Москве, где присутствовали всего семнадцать человек, ставших первыми зрителями. Этот показ стал поворотным в жизни автора и вскоре принёс Евгению Гришковцу широкую известность и признание.
Моноспектакль многократно исполнялся автором в разных городах России и Европы. Переведён на несколько языков. Записана аудиоверсия спектакля.
11 октября 2002 года на сцене Московского театра «Школа современной пьесы» Евгений Гришковец объявил о том, что играет свой первый моноспектакль в последний раз и решил снять его с репертуара. Однако, несмотря на это заявление, спектакль продолжает свою сценическую жизнь в исполнении автора по настоящее время.

## Сюжет
Пьеса «Как я съел собаку» — это, по словам автора и исполнителя, «универсальная история взросления человека», опыт моряка, полученный им во время службы на Тихоокеанском флоте.
Повествование ведётся от первого лица одним актёром (самим автором) как воспоминание человека о детстве, отрочестве, морской службе. Спектакль-монолог содержит множество жизненных историй из детства и юношества героя, который делится своим жизненным опытом так, будто этот опыт был получен лично каждым из зрителей.
Автор и исполнитель анонсирует свой моноспектакль так: 

«Я расскажу о человеке, которого теперь уже нет, его уже не существует, в смысле он был, раньше, а теперь его не стало, но этого, кроме меня, никто не заметил. И когда я вспоминаю о нём или рассказываю про него, я говорю: „Я подумал… или я, там, сказал“… И я всё подробно помню, что он делал, как он жил, как думал, помню, почему он делал то или другое, ну, там, хорошее или чаще нехорошее… Мне даже стыдно за него становится, хотя я отчётливо понимаю, что это был не я. Нет, не я. В смысле для всех, кто меня знает и знал, это был я, но на самом деле тот „я“, который сейчас это рассказывает, — это другой человек, а того уже нет и у него уже нет шансов вновь появиться… Короче, мне пришлось или довелось, служить три года на тихоокеанском флоте… Вот какой был человек.»— Евгений Гришковец

## Признание

### Общественные награды и премии
- 2000 — российская национальная театральная премия «Золотая маска» в категории «Драма» в номинации «Новация» и премия «Приз критики» в рамках этого же фестиваля[7][8][9].
- 2001 — гран-при Международного театрального фестиваля в Вене (Австрия) «За лучший немецкоязычный радиоспектакль» (три первых премии — за лучшую пьесу, за лучший перевод и за лучшее исполнение)[2][6]. На немецкий язык пьесу перевёл Штефан Шмидтке.

### Воинское звание
- За моноспектакль «Как я съел собаку» бывшему матросу Евгению Гришковцу было присвоено воинское звание «сержант» с формулировкой «за пропаганду российского флота»[3].

## Переводы
На чешский язык перевела Власта Смолакова под названием Jak jsem snědl psa.